# Tilia henryana
Tilia henryana Szyszył. – gatunek drzewa z rodziny ślazowatych. Występuje naturalnie w Chinach – w prowincjach Henan, Hubei, Hunan, Jiangxi oraz Shaanxi. 

## Morfologia
PokrójZrzucające liście drzewo.
LiścieBlaszka liściowa ma niemal okrągły kształt. Mierzy 6–10 cm długości oraz 6–10 cm szerokości, jest piłkowana na brzegu, ma sercowatą nasadę i wierzchołek od ostrego do tępego. Ogonek liściowy jest owłosiony.
KwiatyZebrane po 30–100 w wierzchotkach wyrastających z kątów lancetowatych podsadek o długości 7–10 cm. Mają 5 działki kielicha o lancetowatym kształcie i dorastające do 4–5 mm długości. Płatków jest 5, mają odwrotnie jajowaty kształt i osiągają do 6–7 mm długości. Pręcików jest około 20.
OwocOrzeszki mierzące 7-9 mm średnicy, o odwrotnie jajowatym kształcie.